# Historiographie du procès de l'ordre du Temple
L'historiographie du procès l'ordre du Temple a pour but d'aborder de manière analytique l'évolution des recherches sur l'ordre du Temple.

## Avant leXVIIIesiècle
Paru originellement en 1654, l'ouvrage Histoire de l'ordre militaire des Templiers, ou chevaliers du Temple de Jérusalem, écrit par Pierre Dupuy, prend clairement le parti de l'accusation. On peut raisonnablement penser que ce livre, paru pendant la monarchie, ne peut aller à l'encontre de Philippe IV le Bel, surtout venant du conseiller et garde de la bibliothèque du roi de France. En voici d'ailleurs un extrait parlant, provenant de l'avant-propos (pages IV et V):

« [...] Le partâge et l'employ de ces biens d'une part, & de l'autre la confiance des principaux Chevaliers à protester de leur innocence au milieu des tortûres, des supplices & jusqu'à la mort, donnerent lieu à plusieurs Ecrivains Catholiques & Heteroxodes de soutenir, que les Chevaliers du Temple avoient été condamnés injustement. Ils publieront que Philippe le Bel avoit suivi les vues de ses interets propres dans leur condamnation, plutot que les regles de l'equité & de la justice, & que le pape Clement V avoit abandonné les Templiers au bras séculier par pûre complaisance pour le Roy de France. Il étoit donc important pour la gloire de l'un & de l'autre & pour l'honneur de la Religion, de montrer le contraire, & d'engager le Public par des bonnes Preuves & de puissans moyens à réformer le jugement qu'il sembloit avoir porté d'abord sur la condamnation des Templiers avec un peu trop de légèreté [...] »

Il semble donc qu'il existe déjà à cette époque une division parmi les historiens, aussi ténue soit-elle. La fin de l'avant-propos (Page VIII) ne laisse, quant à elle, plus aucun doute sur l'objectif de l'auteur :

« [...] On espere qu'après la lectûre de cet Ouvrâge, on sera pleinement convaincu, 1. Que la conduite de Clement V. celle du Concile de Vienne & des Prélats de plusieurs Royaumes, aussi bien que celle des Princes & Juges Laïques à l'égard des Templiers a été très régulière & très èquitable: 2. Que ces Chevaliers étoient véritablement coupâbles des afreux excès & impiétés dont on les accusoit; 3. Que ces excès & impiétés étoient des crimes non pas seulement échappés à la foiblesse des particuliers, mais adoptés par le Corps, & pour ainsi dire jurés de profession. 4. Qu'il étoit tems & nécessaire d'arracher cette yvraye du champ du Seigneur, de peur qu'elle ne vint a être nuisible au bon grain.[...] »

## XVIIIeetXIXesiècles
Avec le déclin de la royauté et l'émergence  des pensées révolutionnaires, on voit apparaître des avis divergents, parmi les plus illustres. Tel Voltaire, dans  son Essai sur les mœurs et l'esprit des nations, page 359 :

« [...] La rigueur des impôts, & la malversation du conseil du roi Philippe le bel dans les monnaies excita une sédition dans Paris. Les templiers qui avaient en garde le trésor du roi furent accusés d'avoir eu part à la mutinerie & on a vu déjà que Philippe le bel était implacable dans ses vengeances [...] II paraît évident que leur perte était résolue très longtemps avant cet éclat. L'accusation & l'emprisonnement sont de 1309 mais on a retrouvé des lettres de Philippe le bel au comte de Flandre datées de Melun, 1306, par lesquelles il le priait de se joindre à lui pour extirper les templiers. [...] »

En 1805, l'ouvrage Mémoire historique sur les Templiers, écrit par Philippe-Antoine Grouvelle, rappelle dans la page II de sa préface ce parti pris ancien porté sur l'accusation, largement majoritaire :

« [...] Cette tragique aventure est racontée assez uniformément, quant aux faits essentiels, par les historiens anciens. Mais ils varient sur les causes. Ils se partagent en accusateurs et en apologistes des Templiers. Les premiers forment le grand nombre. Quelques-uns seulement n'ont voulu les croire ni tout-à-fait coupables, ni tout-à-fait innocens des délits qui leur furent imputés. [...] »

Il analyse ensuite l'effet du temps qui passe sur la manière d'aborder ce type d’événement, et le ton plus neutre qui doit logiquement en découler:

« [...] Mais le véritable esprit des faits que tout concourt à déguiser aux yeux des contemporains, se laisse souvent mieux pénétrer par la postérité désintéressée. Il semble que les auteurs modernes devraient s'accorder sur cet événement, non-seulement parce que l'éloignement du temps fait cesser toute partialité, mais parce que cette même distance permet aux monumens authentiques, aux preuves justificatives, de voir enfin le jour et de déposer pour la vérité. [...] »

Dans la réédition de 1821 de leur biographie universelle ancienne et moderne, Joseph-François Michaud et son frère Louis-Gabriel ont écrit les lignes suivantes, dans la biographie de Jacques de Molay :

« [...] Les documents nombreux apportés de Rome il y a quelques années, la publication de la procédure faite contre l'ordre, les débats auxquels a donné lieu la tragédie des Templiers, publiée par M Raynouard, en 1813, ont permis de jeter un grand jour sur ce grand et terrible événement; et l'opinion publique paraît désormais fixée sur l'injustice de l'accusation et sur l'innocence de cet Ordre célèbre. [...] »

Ils font également état d'une étude menée pour valider les accusations et de son insuccès :

« [...] M. Hammer a tenté récemment d'établir, par de nombreux monuments, la réalité des crimes imputés aux Templiers; mais il a été victorieusement réfuté dans le Journal des savants, mars et avril 1819, et dans la Bibliothèque universelle, même année [...] »

## XXeetXXIesiècles
En 1978 paraît ce qui est, à ce jour, l'ouvrage le plus complet sur le procès de l'ordre du Temple. Malcolm Barber, historien anglais enseignant à l'université de Reading, publie The Trial of the Templars, traduit pour la première fois en français aux Presses universitaires de Rennes en 2002 sous le titre Le procès des Templiers. Une édition revue, avec un supplément consacré aux développements historiographiques récents, est parue en 2006.
Il faut également citer Alain Demurger, agrégé d'histoire et  maître de conférences honoraire à l'université de Paris I Panthéon-Sorbonne, où il a enseigné pendant de longues années. Son ouvrage Les Templiers, une chevalerie chrétienne au Moyen Âge, publié pour la première fois en 2005, est probablement la référence pour qui souhaite aborder l'ordre du Temple dans un contexte global. Complet, il aborde autant la création ainsi que la chute de l'ordre, mais également son mode de fonctionnement et son organisation. Il est à noter que ce livre est une évolution d'un ouvrage précédent, Vie et Mort de l'Ordre du Temple, publié en 1985, 1989 et 1993. En 2015, A. Demurger publie pour la première fois un ouvrage intégralement consacré au procès, intitulé La persécution des templiers. Journal (1307-1314). Sa lecture est désormais marquée par la nouvelle interprétation de l'affaire proposée par Julien Théry, professeur à l'Université Paul-Valéry Montpellier 3 puis à l'Université Lumière-Lyon-II, dans une série d'articles publiés à partir de 2007. Pour J. Théry, les causes et le sens du procès des Templiers ne sont pas à chercher dans l'histoire de l'Ordre, comme l'ont fait la plupart des historiens, mais dans celle de la royauté capétienne, de sa sacralité particulière et du conflit ouvert entre Philippe IV le Bel et la papauté à partir de 1301. L'invention d'une hérésie des Templiers aurait servi au roi (en particulier sous l'influence de son conseiller Guillaume de Nogaret) à imposer sa supériorité sur le pape en matière de défense de la foi. Après avoir accusé le pape Boniface VIII d'hérésie en 1303, Philippe le Bel et Guillaume de Nogaret voulurent contraindre le nouveau pape Clément V a reconnaître le bien-fondé de cette démarche (et donc la supériorité du roi de France sur la papauté dans la fonction de représentation du Christ sur terre, le vicariat christique). Pour cela, ils exigèrent la condamnation posthume de Boniface (mort dès l'automne 1303) par l’Église et l'exhumation de ses restes pour qu'ils soient brûlés, comme pratiqué par l'Inquisition. Face aux résistances de Clément V, ils auraient ouvert un nouveau conflit en accusant les Templiers (qui ne dépendaient que du pape) d'hérésie. Selon J. Théry, la persécution du Temple prenait de plus un sens mystique en marquant une Nouvelle Alliance entre Dieu et un nouveau représentant, le roi capétien, à la tête d'un nouveau peuple élu, celui des Francs. Dans l'Ancien Testament, en effet, la destruction du Temple de Salomon à Jérusalem (à l'emplacement duquel se trouvait le siège de l'ordre du Temple, fondé au début du XIIe siècle) est le prélude à une Nouvelle Alliance entre Dieu et son peuple.
Parmi les nombreuses publications liées au septième centenaire du procès (2007-2014), il faut signaler en particulier un volume collectif intitulé The Debate on the Trial of the Templars (1307-1314), publié sous la direction de Jochen Burgtorf, Paul F. Crawford et Helen J. Nicholson. 

## Audiovisuel
- « Jacques de Molay et les templiers : du Moyen Âge à la fachosphère », entretien de Julien Théry avec l'historien Philippe Josserand sur Le Média, janvier 2020.